# Angiotenzin konvertirajući enzim
Angiotenzin konvertirajući enzim (eng. angiotensin-converting enzyme; ACE) glikoprotein je koji u svojoj strukturi sadrži ione cinka (Zn2+), a sama funkcija dodatno ovisi o prisutnosti kloridnih iona (Cl-). Protein ima dvije izoforme – somatsku i germinalnu. Ukoliko ga kategoriziramo prema funkciji, ACE pripada peptidazama (enzimi koji razgrađuju peptide), odnosno proteazama (enzimi koji razgrađuju proteine). Zbog prisutnosti metalnih iona u svojoj strukturi pripada i u metalopeptidaze.
Komponenta je sustava renin-angiotenzin (RAS) koji pomaže pri regulaciji krvnog tlaka i volumena tekućina u tijelu.
Zbog svojega djelovanja povezan je s bolestima krvožilnog (hipertenzija, moždani udar) i mokraćnog sustava (dijabetička nefropatija).

## Struktura
Postoje dvije izoforme humanoga angiotenzin konvertirajućeg enzima koje se uglavnom razlikuju po molekularnoj veličini i distribuciji u tkivima.
Somatska izoforma prevladava u krvožilnom sustavu, a sastoji se od velikog glikoproteinskog lanca kojeg sačinjava 1277 aminokiselina. Ova izoforma okarakterizirana je dvjema homolognim domenama (N i C) koje utječu na specifičnost supstrata i osjetljivost na svoje inhibitore. Svaka domena sadrži cink vezujući HEXXH (histidin-glutamat-X-X-histidin) motiv koji je ključan za njezinu katalitičku aktivnost. Poznato je da domene imaju različite funkcije; N-domena sudjeluje u regulaciji hematopoeze (stvaranja krvnih stanica i pločica), dok je C-domena ključna za kontrolu krvnog tlaka.
Izoforma specifična za testise nalikuje C-terminalnoj polovici somatskog oblika, ali s dodatnim jedinstvenim nizom od 67 aminokiselina na N-terminalnom kraju aminokiselinskoga lanca. Kristalna struktura skraćenog (truncated) testikularnoga ACE (tACE), koji se koristi u strukturnim studijama, pretežno je nalik helikoidu s dominantnim udjelom alfa-zavojnica (α-helix) te minimalnim udjelom β-nabranih ploča (β-pleated sheet). Ovaj enzim strukturiran je kao elipsoidni monomer sa središnjim utorom. Utor dijeli enzim na dvije subdomene (I i II), a aktivno mjesto smješteno je u njemu. Interakcije cinkova iona, molekula vode i klora unutar aktivnog mjesta ključne su za enzimsku funkciju ove proteaze. Također, prostorna konfiguracija aktivnog mjesta ograničava pristup većim supstratima te je posebno važna za razumijevanje načina na koji ACE razlikuje supstrate, što značajno utječe na učinkovitost konverzije angiotenzina I u angiotenzin II. Štoviše, detaljna analiza interakcija ACE-a s inhibitorima poput lizinoprila otkrila je kako promjene u vezivnom utoru i aktivnom mjestu mogu drastično promijeniti specifičnost i funkciju enzima. Ti su uvidi ključni za razvoj ciljanih inhibitora ACE-a te poboljšanje terapije stanja poput hipertenzije i kardiovaskularnih bolesti.

## Prisutnost u ljudī
ACE je monomerni glikoprotein koji se može pronaći u raznim ljudskim tkivima i biološkim tekućinama. Riječ je o cink- i klorid-ovisnoj peptidil-dipeptidazi. Ova proteaza cijepa peptidni supstrat na C-terminalnom kraju uklanjajući par aminokiselina (dvije aminokiseline u nizu, to jest dipeptid).
U ljudskom organizmu postoje dvije izoforme ACE proteaze.
Somatski ACE visoko je eksprimiran u raznim tipovima endotelnih stanica (posebice u plućnim kapilarama) i mnogim tipovima epitelnih stanica (u bubrezima, tankom crijevu).
Germinalni (testikularni) ACE eksprimiran je isključivo u muškim spolnim stanicama u sjemenicima.
ACE je integralni membranski protein tipa I. Međutim, može biti izlučen i u obliku topljivog enzima u izvanstanične tekućine kao što su krvna plazma, cerebrospinalna i sjemena tekućina.

## Funkcija
ACE je važna bioaktivna komponenta renin-angiotenzin i kalikrein-kinin sustava. Svojim djelovanjem u navedenim sustavima doprinosi regulaciji krvnog tlaka i održavanju ravnoteže tekućine i elektrolita.

### Učinak u sustavu renin-angiotenzin
Kao odgovor na sniženje krvnog tlaka u arterijama, jetra otpušta protein angiotenzinogen u krvotok. Enzim renin, koji potječe iz bubrega, razgrađuje angiotenzinogen pri čemu nastaje inaktivni dekapeptid angiotenzin I. Nakon što angiotenzin I dođe u kontakt s angiotenzin konvertirajućim enzimom (ACE), koji se nalazi na endotelnoj površini krvnih žila, ACE cijepa angiotenzin I na C-terminalnom kraju te se uklanja dipeptid pri čemu nastaje oktapeptid angiotenzin II. Angiotenzin II je glavna efektorska molekula sustava renin-angiotenzin i potentni je vazokonstriktor (potiče sužavanje krvnih žila). Nakon što se angiotenzin II veže za svoj specifični receptor, AT1 receptor, pokreću se različiti signalni putevi što dovodi do vazokonstrikcije (sužavanje krvnih žila) i potiče se lučenje hormona aldosterona. Aldosteron djeluje na bubrege te potiče reapsorpciju natrija i vode povećavajući volumen krvi, a samim time i povisujući krvni tlak.

### Učinak u sustavu kalikrein-kinin
U sustavu kalikrein-kinin ACE inaktivira vazodilatator bradikinin, koji inače potiče širenje krvnih žila, sekvencijalnim uklanjanjem dva C-terminalna dipeptida što dovodi do povišenja krvnog tlaka.

### Ostali učinci
Angiotenzin I i bradikinin nisu jedini supstrati angiotenzin konvertirajućeg enzima. ACE je relativno nespecifična peptidaza s obzirom da može cijepati velik raspon različitih supstrata. Može hidrolizirati razne neuropeptide poput enkefalina, supstance (tvari) P i neurotenzina te tako može imati utjecaj na funkcije mozga i živčanog sustava.
Također, ACE može imati utjecaj i na probavni sustav tako što hidrolizira peptidne hormone kolecistokinin i gastrin.

## Metode kojima se ACE proučava
Razvoj metoda ispitivanja aktivnosti ACE-a započeo je 1950-ih kada su Skeggs i suradnici uspjeli izolirati i pročistiti enzim (pretvarajući enzim) iz plazme konja.
Nakon uspješne izolacije ACE-a tankoslojnom kromatografijom i ultraljubičastom spektrofotometrijom odredili su koje su aminokiseline prisutne u strukturi angiotenzina (supstrata ACE-a).
Nadalje, upotrijebili su tri glavne vrste otopina (jednu koja je sadržavala HCl, jednu koja je sadržavala karboksipeptidazu i jednu koja je sadržavala fenil-izotiocijanat) za razgradnju angiotenzina kako bi mu točno odredili strukturu.
Tehnološki napretci omogućili su razvoj metoda za mjerenje rezultata enzimskih reakcija i učinkovito odvajanje reaktanata i produkata. Ti testovi uključuju spektrofotometrijske i fluorometrijske metode, tekućinsku kromatografiju visoke učinkovitosti (HPLC), elektroforezu i radiokemijske metode. Omogućile su preciznije, brže i efikasnije analize, kako ACE-a, tako i drugih spojeva.

## Povezane bolesti
Angiotenzin konvertirajući enzim ključni je dio sustava renin-angiotenzin koji regulira krvni tlak nadzirući volumen tekućina u organizmu. Djeluje pretvarajući angiotenzin I u aktivni vazokonstriktor angiotenzin II. Upravo zbog toga ACE neposredno povisuje krvni tlak čime uzrokuje suženje krvnih žila.
Važnu ulogu u bolestima povezanim s ACE-om ima prvi homolog angiotenzin konvertirajućeg enzima, angiotenzin konvertirajući enzim 2 (ACE-2), koji regulira sustav renin-angiotenzin predstavljajući protutežu aktivnosti sustava ACE-a.
U bolestima povezanim sa ACE-om genetska predispozicija također igra važnu ulogu pri razvitku same bolesti i odgovoru pojedinca na liječenje. Kao uobičajeni genetički postupak pokazalo se ispitivanje polimorfizama na intronu 16 koji su usko povezani sa razvitkom bolestī poput hipertenzije, koronarne insuficijencije ili dijabetičke nefropatije. ACE2 pruža kardioprotektivnu, endotelijalnu te renalnu zaštitu.

### ACE inhibitori u liječenju bolesti
Najpoznatiji lijekovi za liječenje bolesti poput hipertenzije ili kronične bolesti bubrega rabe ACE inhibitore kao što su benazepril (Lontesin), kaptopril, enalapril (Vacotec) i slični.